# 黑乃奈奈繪
黑乃奈奈繪（1980年6月18日—），日本栃木縣出生的漫畫家。血型A型。日本《作新學院高等學校》美術設計科畢業。

## 畫風
顏色是使用手繪畫材及CG併用，使用的畫材有水彩、壓克力顏料、電腦。《新撰組異聞錄》（PEACE MAKER）連載時是使用手繪為主、近期較多CG作品。
故事構成以複雜的伏筆及多主線為其特徵。此外，還會描繪相當激烈的動作場面。

## 作品列表
- 《新撰組異聞PEACE MAKER》（新撰組異聞PEACE MAKER）單行本：全6卷、新裝版：全5卷、《月刊少年GANGAN》連載。
- 《PEACE MAKER鐵》（PEACE MAKER 鐵）發行15卷、《月刊Comic BLADE》連載。
- 《血咒聖痕》（Vassalord.） 全7卷、臨時増刊《Comic Blade ZEBEL》→《月刊Comic Avarus》連載。
- 《殲鬼戰記》（殲鬼戦記ももたま）全10卷、《月刊Comic BLADE》→《WEB Comic Beat's》、2015年2月連載結束。